# Koshantschikovius splendens
Koshantschikovius splendens är en skalbaggsart som beskrevs av Vladimir Balthasar 1935. Koshantschikovius splendens ingår i släktet Koshantschikovius och familjen Aphodiidae. Inga underarter finns listade i Catalogue of Life.